# Benjamin Constant (militar)
Benjamin Constant Botelho de Magalhães (Niterói, 18 de outubro de 1836 – Rio de Janeiro, 22 de janeiro de 1891) foi um militar, engenheiro, professor, político brasileiro e Ministro da Guerra do Brasil de 1889 até 1890.
Formado pelo Colégio de São Bento e, posteriormente, pela Escola Militar em engenharia, participou da Guerra do Paraguai (1865–1870) como engenheiro civil e militar. Esteve no Paraguai de agosto de 1866 a setembro de 1867, de onde voltou, por motivo de doença, acompanhado de sua esposa, que o fora buscar.[carece de fontes?] As suas cartas, escritas sobretudo para a esposa e o sogro (Dr. Cláudio Luís da Costa), nas quais critica duramente a direção da guerra em geral, e a Caxias, em especial, foram publicadas por Renato Lemos, no livro Cartas da guerra: Benjamin Constant na Campanha do Paraguai, editado pelo Instituto do Patrimônio Histórico e Artístico Nacional (IPHAN) e o Museu Casa de Benjamin Constant, em 1999. Como professor, lecionou na Escola Militar da Praia Vermelha e nas  escolas Politécnica, Normal e Superior de Guerra, dentre outras.
Adepto do positivismo, em suas vertentes filosófica e religiosa — cujas ideias difundiu entre a jovem oficialidade do Exército brasileiro —, foi um dos principais articuladores do levante republicano de 1889, foi nomeado Ministro da Guerra e, depois, Ministro da Instrução Pública no governo provisório. Na última função, promoveu uma importante reforma curricular.
A reforma curricular do ensino primário e secundário do Distrito Federal, antigo município da corte, Decreto n.º 981, de 8 de novembro de 1890, estabeleceu novas diretrizes para a instrução pública, propunha a descentrabilidade da mesma, construção de prédios apropriados ao ensino, criação de novas escolas, inclusive Escolas Normais para formação adequada de professores e instituição de um fundo escolar.
Foi o Primeiro diretor da recém inaugurada em abril de 1880 Escola Normal da Corte, atual Instituto Superior de Educação do Rio de Janeiro (ISERJ).
As disposições transitórias da Constituição de 1891 consagraram-no como fundador da República brasileira, em seu artigo 8.º. Morreu aos 54 anos na cidade do Rio de Janeiro, sendo sepultado no Cemitério São João Batista na mesma cidade.

## Primeiros anos e família

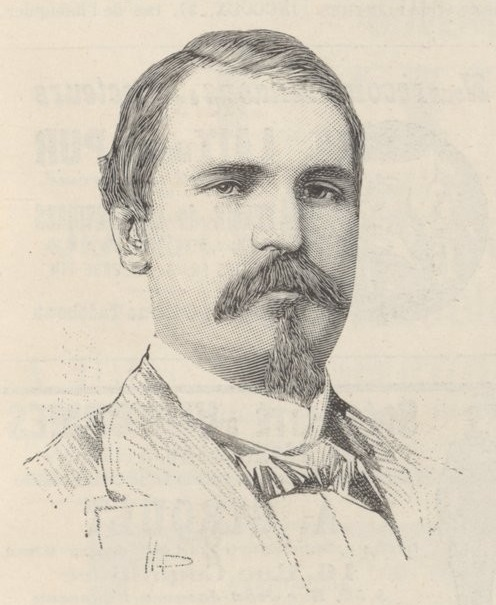
Benjamin Constant

Benjamin Constant nasceu em 18 de outubro de 1836, em Niterói, no Rio de Janeiro. Seu pai, Leopoldo Henrique Botelho de Magalhães, no passado um Tenente do Corpo de Artilharia da Marinha Portuguesa — o equivalente, hoje, do Corpo de Fuzileiros Navais —, era professor. Seu pai veio para o Brasil no início de 1822, e permaneceu no Exército Brasileiro após a independência e casou-se em 1835 com uma brasileira, Bernardina Joaquina da Silva Guimarães. Sua família passava por sérias dificuldades financeiras. Seu sustento vinha da escola particular onde ele lecionava primeiras letras, gramática e latim. Mas seus alunos eram pobres, e o que ele ganhava mal dava para a sobrevivência da família. Ao batizar seu filho, Leopoldo Henrique prestou uma homenagem ao escritor e constitucionalista francês Benjamin Constant.
A família vivia com escassos recursos, razão pela qual mudou de cidade diversas vezes, sempre em busca de melhores oportunidades. Aproximadamente um ano após o nascimento de Benjamin Constant, passaram a morar em Macaé, e, depois, em Magé e Petrópolis. Aos cinco anos, Constant aprendeu as primeiras letras com o pai. E com dez anos, já auxiliava o pai nas aulas particulares, explicando as matérias aos alunos mais atrasados. Mesmo com o auxílio dado ao seu pai, a família passava por situação financeira ainda mais difícil, havia mais quatro filhos para sustentar. O barão de Lajes se dispôs a ajudar a família. Convidou Leopoldo Henrique para administrar uma fazenda em Minas Gerais. A situação financeira da família viu uma melhora, entretanto, durou pouco tempo, quando seu pai morreu de tifo em 15 de outubro de 1849. Essa morte foi uma catástrofe para a família. Sua mãe entrou em crise nervosa que conduziu à loucura.

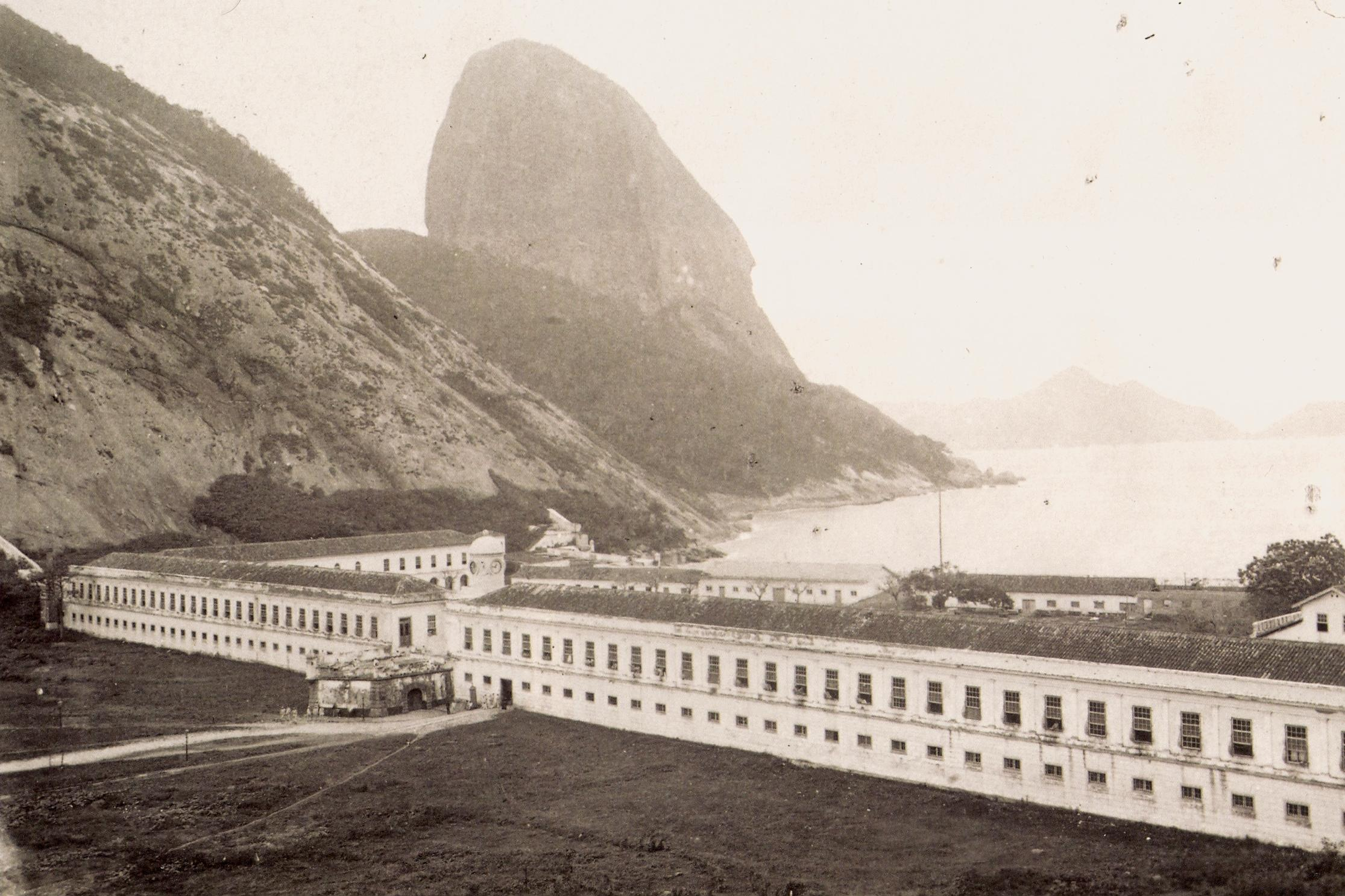
Escola Militar da Praia Vermelha, c. 1888

Com o dinheiro deixado por Leopoldo Henrique e com o trabalho de Dona Bernardina, recomeçaram a vida numa cidadezinha de Minas Gerais. Em seguida, conseguiu ser admitido em aulas mantidas pelos frades do Mosteiro de São Bento, capacitando-se para, em 28 de fevereiro de 1852, matricular-se na Escola Militar. Benjamin tinha o sonho de ser professor, como o pai, mas seus sonhos foram frustrados pois não tinha como pagar pelos estudos. A menos que conseguisse uma vaga na Escola Militar, onde o estudo era gratuito e conseguiria a patente de Alferes (posto militar equivalente, aos dias de hoje, ao de Segundo-Tenente), podendo ajudar sua família. Aos 16 anos se matriculou na Escola Militar, enquanto continuava a dar aulas em escolas com dificuldade para sustentar a família, ganhando algum dinheiro extra. Com 19 anos, foi promovido a alferes. Antes de completar 20 anos, Benjamin Constant trazia em sua biografia a marca da ausência de recursos herdados, incluindo passagens trágicas como a morte do pai, a loucura da mãe e uma tentativa de suicídio; por outro lado, a experiência de ascensão social por mérito. Em 1858, durante uma formatura dos alunos do curso na Escola militar, protestou contra as acusações levantadas contra os alunos de um roubo. Por causa desse episódio, passou alguns dias preso na Fortaleza de Santa Cruz, onde recebeu visitas de vários colegas e de professores.
Em 1860, foi promovido a capitão, tendo atuado na Guerra do Paraguai junto do primeiro corpo do Exército. Após ser tomado por uma febre intensa, foi forçado a abandonar o campo de batalha em 1868. Foi condecorado pelo governo pelo reconhecimento de sua bravura em combate. Entre 1869 e novembro de 1889, foi diretor do Imperial Instituto dos Meninos Cegos. Em 1875, foi promovido a major. Em 1888, foi promovido a tenente-coronel e, no mesmo ano, atingiu a patente de coronel. Foi um dos fundadores do Clube Militar em 1887, justamente numa época em que os militares passavam a reivindicar direitos para sua categoria por conta da chamada “questão militar”. Com efeito, havia uma crescente insatisfação entre os oficiais militares em relação ao governo devido a um conjunto de punições que consideravam injustas. Os oficiais também reivindicavam o direito, que lhes era vedado, de se expressar publicamente pela imprensa.

## Ação no governo provisório

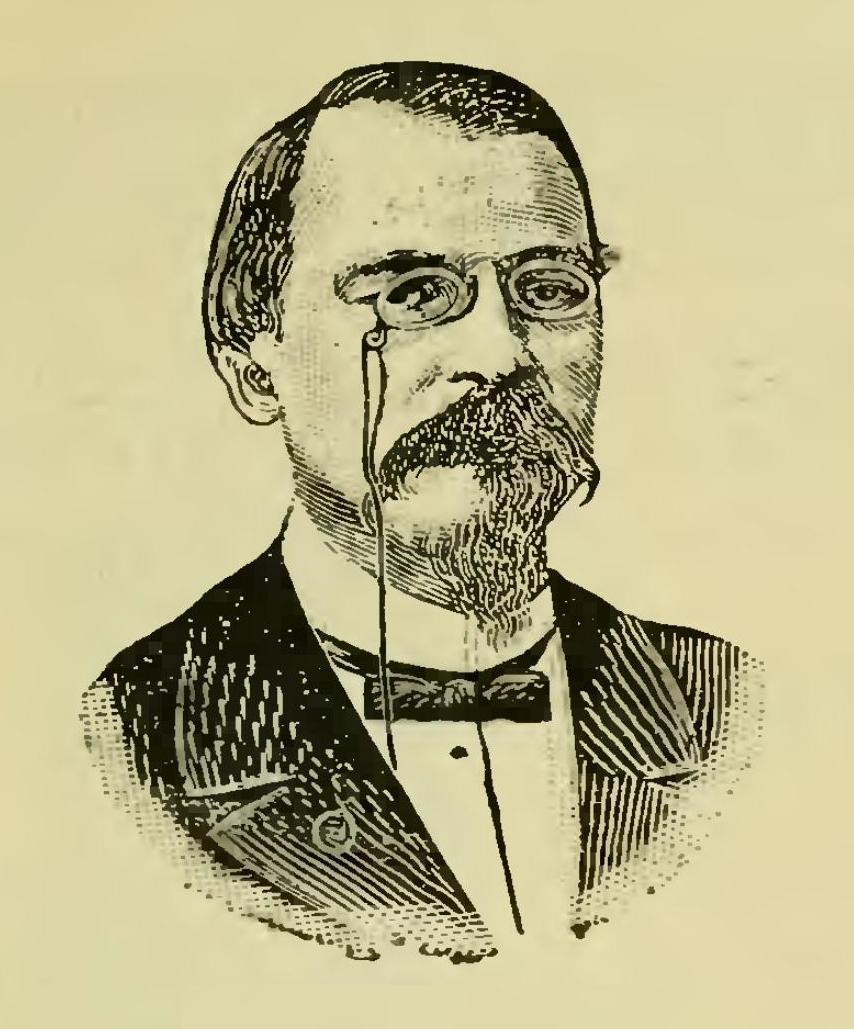
Benjamin Constant (c. 1903)

A despeito de ter sido militar e ter sido condecorado como tal devido à sua participação na Guerra do Paraguai, era pacifista, pregando o fim das Forças Armadas em um futuro mais ou menos distante, reduzidas à mera atuação policial para manutenção da ordem pública. Essa opinião, calcada nas ideias de Auguste Comte (fundador do positivismo), foi o que lhe permitiu criar a doutrina do "Soldado-Cidadão", segundo a qual, antes de serem soldados, os membros das Forças Armadas eram cidadãos de um regime republicano e como tais deveriam comportar-se. Benjamin Constant era filiado ao Grande Oriente Unido.
A reunião que decidiu o fim do Império teria acontecido na casa de Deodoro da Fonseca com presença de Benjamin Constant no dia 10 de novembro de 1889.
Foi o 1.º Ministro da Guerra do período republicano, de 15 de novembro de 1889 a 12 de março de 1890.
Por outro lado, foi em reação à "civilização" (no sentido de reforço do papel civil, em oposição à atuação propriamente militar) iniciada na gestão de Benjamin Constant à frente da pasta da Guerra que, a partir da Primeira Guerra Mundial, surgiu uma nova geração de militares e de intelectuais militares que propôs a "profissionalização" do Exército. Essa geração era a dos "jovens turcos" brasileiros e, procurando referências para suas doutrinas militares na Alemanha, constituiu o germe tanto do tenentismo quanto dos militares que chegaram, de uma maneira ou de outra, ao poder no Brasil a partir de 1930 até 1985.

## Museus e instituições

Entrada do Instituto Benjamin Constant no Rio de Janeiro

Benjamin Constant também foi o terceiro Diretor do antigo Imperial Instituto dos Meninos Cegos, instituição criada em 1854 por Pedro II do Brasil para cuidar da educação de crianças com deficiência visual. Em virtude de ter permanecido por longos anos à frente desta instituição, em 1890 o governo provisório da recém-proclamada República renomeou-a como Instituto Benjamin Constant — que, apesar de inativo em alguns períodos, permanece em franca atividade até os dias atuais.
Em 1972 o governo brasileiro transformou a antiga residência de Benjamin Constant, no bairro de Santa Teresa, no município do Rio de Janeiro, em museu (Museu Casa de Benjamin Constant). Esse museu expõe para o público em geral a casa conforme ela arrumava-se no final do século XIX, quando lá morou Benjamin Constant. Para o público acadêmico, realiza pesquisas de caráter histórico e sociológico sobre o Brasil de fins do século XIX e início do século XX.
O Museu Casa de Benjamin Constant localizado no Rio de Janeiro reúne um acervo diversificado ligado a diversos aspectos da vida privada e pública de seu patrono e familiares: pinturas, pequenas esculturas, mobiliário, indumentária, medalhas, objetos pessoais, utensílios domésticos, documentos, livros e fotografias. Parte desse Acervo é disponibilizado via Tainacan na web. 